# Madagaskarciklider
Madagaskarciklador (Ptychochromis) är ett släkte av fiskar. Ptychochromis ingår i familjen Cichlidae. 
Kladogram enligt Catalogue of Life:
| Ptychochromis | \| \| Ptychochromis curvidens \| \| \| \| \| \| Ptychochromis ernestmagnusi \| \| \| \| \| \| Ptychochromis grandidieri \| \| \| \| \| \| Ptychochromis inornatus \| \| \| \| \| \| Ptychochromis insolitus \| \| \| \| \| \| Ptychochromis loisellei \| \| \| \| \| \| Ptychochromis makira \| \| \| \| \| \| Ptychochromis oligacanthus \| \| \| \| \| \| Ptychochromis onilahy \| \| \| \| |
|               | \| \| Ptychochromis curvidens \| \| \| \| \| \| Ptychochromis ernestmagnusi \| \| \| \| \| \| Ptychochromis grandidieri \| \| \| \| \| \| Ptychochromis inornatus \| \| \| \| \| \| Ptychochromis insolitus \| \| \| \| \| \| Ptychochromis loisellei \| \| \| \| \| \| Ptychochromis makira \| \| \| \| \| \| Ptychochromis oligacanthus \| \| \| \| \| \| Ptychochromis onilahy \| \| \| \| |
|               | Ptychochromis curvidens |
|               | |
|               | Ptychochromis ernestmagnusi |
|               | |
|               | Ptychochromis grandidieri |
|               | |
|               | Ptychochromis inornatus |
|               | |
|               | Ptychochromis insolitus |
|               | |
|               | Ptychochromis loisellei |
|               | |
|               | Ptychochromis makira |
|               | |
|               | Ptychochromis oligacanthus |
|               | |
|               | Ptychochromis onilahy |
|               | |

## Akvariefisk
Under de senaste åren har Ciklider från Madagaskar blivit mer och mer populära som akvariefiskar. I det vilda lever dessa fiskar i bäckvatten, sjöar och i floder på Madagaskars fastland, men även på öar som Nosy Bé. På grund av inplantering av andra arter samt avskogning är landets Ciklider dock hotade. Dessa Ciklider är relativt svåra att odla fram i fångenskap och behöver därför ha en salttillsats i vattnet, för att de ska trivas.